# نظامی (دهانه)

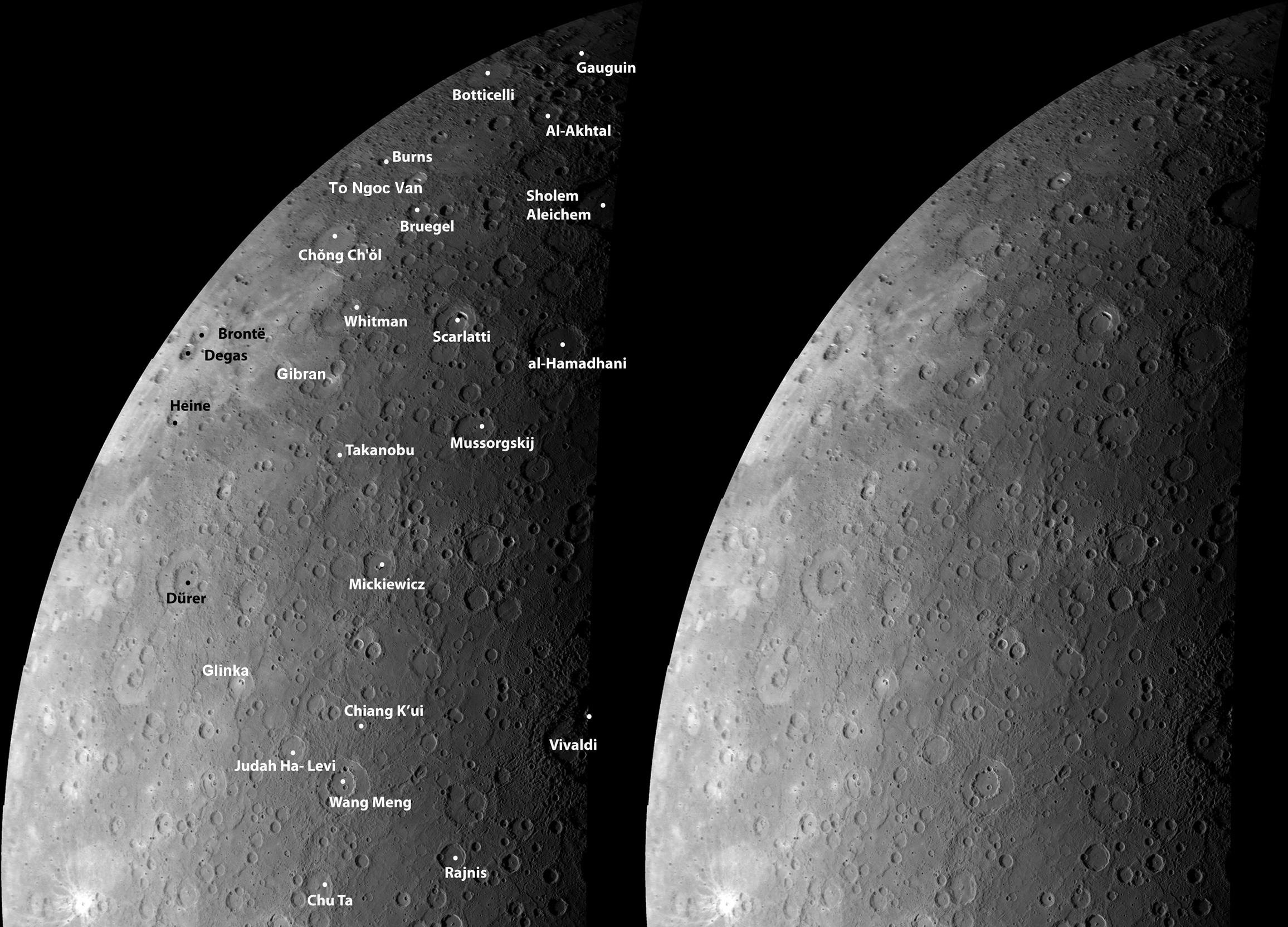
دهانه‌های برخوردی عطارد

نظامی یک دهانه برخوردی بر روی سیارهٔ تیر (عطارد) است که دارای قطر ۷۶ کیلومتر می‌باشد. نام این دهانه توسط اتحادیه بین‌المللی اخترشناسی در سال ۱۹۷۹ به افتخار شاعر و داستان سرای ایرانی حکیم نظامی گنجوی برگزیده شده‌است.